# Odo von Orléans
Odo von Orléans (* vor 798; † 834) ist wohl identisch mit dem Grafen Udo dem Älteren im Lahngau (nicht zu verwechseln mit Udo (dem Jüngeren) im Lahngau). Udo/Odo war zunächst Graf im Rheinland/Lahngau, wo er von 821 bis 826 bezeugt ist, und von 828 bis 834 Graf von Orléans.

## Abstammung
Es herrscht eine gewisse Unklarheit darüber, ob der Graf Udo, Uodo, Odo, Eudes oder Otto hieß, da all diese Namen in unterschiedlichen Quellen auf dieselbe Person hinweisen. Er war wohl ein Sohn des Grafen Erbio († nach 808) und einer namentlich unbekannten Tochter (Gerberga?) des Grafen Wilhelm von Aquitanien. Damit wäre er väterlicherseits ein Enkel des Gerold von Anglachgau und Neffe des Präfekten Gerold II. (Schwager Karls des Großen und Statthalter Bayerns nach dem Sturz Tassilos), mütterlicherseits ein Vetter des Grafen Bernhard I. von Barcelona. Auch gilt er vielen Historikern als Vater des fränkischen Dux (Herzog) Graf Gebhard im Lahngau, der als Stammvater der ostfränkischen Konradiner angesehen wird.

## Graf in Rheinland/Lahngau
Udo/Odo ist als Graf im Rheinland/Lahngau zwischen 821 und 826 bezeugt, diente danach aber im westlichen Teil des Karolingerreiches als loyaler Gefolgsmann Kaiser Ludwigs des Frommen, dem er während der Aufstände der kaiserlichen Söhne (Lothar I., Ludwig der Deutsche, Pippin von Aquitanien) die Treue hielt. Im Rheinland ist er letztmals im Jahre 826 in der Pfalz zu Ingelheim (24. Juni) erwähnt, wo er auf dem berühmten Hoftag als Oberschenk (Mundschenk des kaiserlichen Hofes, pincerna imperatoris) fungierte. Der Mundschenk war einer der vier wichtigsten weltlichen Hofbeamten (minsteralis regis, minsteralis imperatoris) in der Allgemeinen Palast- und Hofverwaltung (Ordine Palatini) der Karolinger, das Graf Odo bereits seit dem Jahre 819 innehatte. Dem Capitulare missorum, a.819 (MGH Capt. 1 Nr. 141) zufolge hatte Graf „Odo buticularius de foreste sua interrogansus“ einem kaiserlichen Missus Rede und Antwort über besagten „foreste“ (Wald, Jagdsrevier) zu geben. Britta Mischke vermutet hierzu: „Der beauftragte Missus sollte den Fall durch eine Untersuchung klären und im Namen des Kaisers gemäß dem, was sich als wahr herausstellte, selbst entscheiden.“

## Graf von Orléans
Odo-Udo war ein Günstling der Kaiserin Judith und gehörte zum Kreis der Grafen um seinen Vetter Bernhard I. von Barcelona. Als die Grafen Matfried I. von Orléans und Hugo von Tours auf einer Reichsversammlung im Februar 828 in Aachen für ihr Versagen beim Aufstand in der spanischen Mark mit dem Verlust ihrer Ämter und Lehen bestraft wurden, erhielt Udo die Grafschaft Orléans. Er heiratete eine Schwester des Seneschalls Adalhard, Ingeltrud, Tochter des Grafen Leuthard von Fézensac aus dem Geschlecht der Matfriede.
Im April 830, noch vor der für den 14. April 830 nach Rennes einberufene Heeresversammlung, erhob sich Pippin I. von Aquitanien gegen seinen Vater Ludwig den Frommen. Er marschierte nach Orléans, wo er Udo vertrieb und dessen Vorgänger Matfried (Matfrid) wieder einsetzte. Auf der Reichsversammlung in Compiègne Ende April oder Anfang Mai 830 (bei der Ludwig seine Frau Judith zu Klosterhaft „begnadigte“ und der Bruder des geflohenen Bernhard von Barcelona, Heribert, auf Lothars I. Befehl geblendet wurde) schickte man den kaisertreuen Udo auf Betreiben der rebellierenden Kaisersöhne Pippin und Lothar nach Italien in die Verbannung.
Mit der Wiedereinsetzung Kaiser Ludwigs im Oktober 830 kehrte auch Odo in seine Stellung als Graf von Orléans zurück. Dabei zog er durch seine Eingriffe in das Kirchengut heftigen Hass auf sich.
Ein von ihm im Juni 834 geführter Heereszug nach Neustrien gegen die Grafen Lambert von Nantes und Matfried von Orléans, Parteigänger des aufständischen Lothar, zu dem der Heerbann der Gebiete zwischen Seine und Loire bis in das obere Burgund aufgeboten worden war, endete mit einer vernichtenden Niederlage. Odos Heer verwüstete das Land und zog siegesgewiss bis zur bretonischen Grenze. Dort wurde es nach einem überraschenden Angriff von Lambert und Matfried in blutigem Kampf geschlagen. Odo selbst fiel, wie auch sein Bruder, Graf Wilhelm von Blois, Graf Wido von Maine, Graf Fulbert und der kaiserliche Kanzler, Abt Theudo (Theoto) von Tours.

## Nachkommen
Odo und Ingeltrud hatten drei Kinder:
- Gebhard, Graf im Niederlahngau
- Wilhelm von Orleans
- Irmentrud (Irmintrud, Ermentrud) reginae Francorum occidentalis (* 27. September 825; † 6. Oktober 869), heiratete am 13. Dezember 842 Kaiser Karl den Kahlen; diese Konradinerin war die erste fränkische Königin überhaupt, die nach einer für dieses Anlass von dem Erzbischof Hinkmar von Reims geschaffenen Krönungsordnung in einer speziellen feierlichen Zeremonie zur Königin des Westfrankenreichs gesalbt und gekrönt worden war.